# Фікг
Фікг або фікх (араб. فقه‎‎, «глибоке розуміння, знання») — ісламська доктрина про правила поведінки мусульман (юриспруденція), ісламський комплекс соціальних норм (мусульманське право у широкому сенсі). Джерелами фікгу є Коран, сунна, іджма (погоджена думка ісламських вчених з різних питань), кияс (судження за аналогією). Знавці фікгу називаються факіхами

## Історія поняття
Фікг у обох значеннях склався не одразу після виникнення ісламу і становлення мусульманської держави — Халіфату. До першої половини VIII ст. система соціальних норм у Халіфаті (у тому числі і юридичних) загалом не визначалась ісламськими положеннями, а складалась здебільшого з норм, що мали доісламське походження і продовжували діяти за нових історичних умов. На завойованих арабами територіях попередні юридичні норми і звичаї також зберігалися без істотних змін, якщо не суперечили настановам нової релігії, яка спочатку була байдужою до власних правових питань. У цей час правова система Халіфату сприйняла окремі ідеї римського (візантійського), сасанідського, талмудичного і канонічного (східнохристиянських церков) права, а також чимало місцевих звичаїв, багато з яких пізніше були ісламізовані й включені до фікгу.
Формування фікг-юриспруденції було зумовлено необхідністю узгіднення практично діючого права та інших соціальних норм з релігійними орієнтирами. Становлення фікг-юриспруденції відбувалося разом із записом хадисів Мухаммеда і висловлювань його сподвижників. Тому перші праці з фікгу являли собою збірники підібраних за темою хадисів. Систематизація хадисів дозволила визначати питання, вирішення яких потребувало раціонального трактування Корану і сунни, цим сприяла оформленню фікгу у самостійну дисципліну.
У VIII — першій половині ІХ ст. у фікг-юриспруденції складались свої поняття, формувались специфічна мова і методологія. Основними джерелами правових рішень стали вважатися Коран і сунна. Самостійним джерелом факіфи визнали також одноголосне рішення мусульманської общини (іджма), що практично розумілося, як консенсус сподвижників пророка Мухаммеда. Був зроблений висновок про те, що Коран і сунна містять відповіді на будь-які запитання, які факіхи повинні «добути» з них. Поступово склалися прийоми «добування» з основоположних джерел правових рішень стосовно випадків, прямо ними не передбачених. Так прийоми були покладені в основу іджтихаду, під яким факіхи стали розуміти раціональні методи формулювання рішень з питань, що безпосередньо не згадуються у Корані та сунні чи не відображені у єдиній думці сподвижників пророка.
Приблизно у Х ст. фікг-юриспруденція остаточно склалася як самостійна дисципліна, що відноситься до релігійних наук. Одначе, незважаючи на його формальне відділення від теоретичного богослов’я (калам), між ними продовжував існувати тісний зв’язок. Значною мірою вони доповнювали одне одного, розробляючи різні сторони єдиного ісламського вчення про релігійну істину та спосіб життя — шаріат.

## Утворення мазгабів

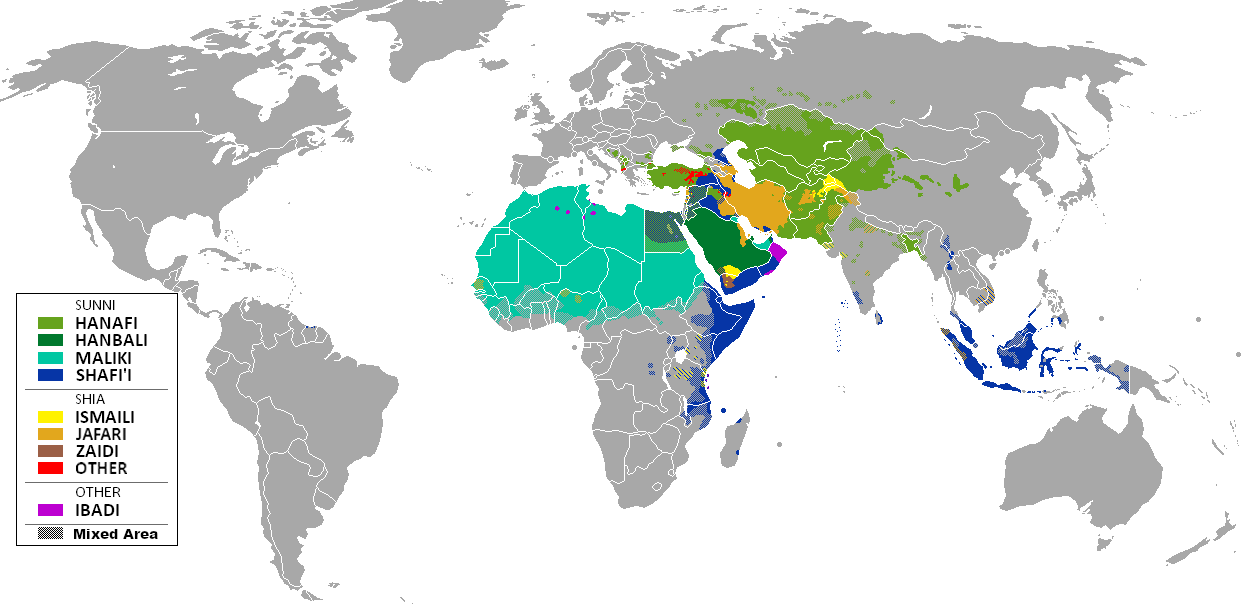
Поширення мазгабів у сучасному світі

Вже на ранньому етапі становлення фікг-юриспруденції виникли дві школи, одну з яких, іракську, прийнято називати «школою самостійного судження», а іншу, мединську — школою «прихильників передання». Засновником іракської школи (Ханафійського мазгабу) був Ан-Нуман ібн Сабіт Абу Ханіфа († 767 р.), а мединської (Малікійського мазгабу) — Малік ібн Анас († 795 р.). У ІХ — Х ст. утворилися інші сунітські мазгаби фікг-юриспруденції  — шафіїтський, названий іменем Мухаммеда ібн Ідріса аш-Шафії († 820 р.), ханбалійський, засновником якого вважається Ахмад ібн Ханбал († 855 р.). Існували й інші правові школи, та до XIV ст. збереглись лише чотири вказані вище сунітські мазгаби та декілька шиїтських — джафаритський (імамітський) (від Джафара ас-Садика († 765 р.), зейдитський, засновником якого вважається Зейд ібн Алі († 740 р.), та ісмаїлітський, розробка якого пов’язана з аль-Каді ан-Нуманом († 979 р.)

## Систематизація правових норм
У рамках визнаних мазгабів відбувалась систематизація висновків найвизначніших муджтахідів минулого, їх переробка у скорочені і спрощені збірники. За часів середньовіччя і у новий час серед праць з фікг-юриспруденції стали переважати збірники фетв, згрупованих за предметом регулювання, з вказуванням джерела кожної з них. Однією з найбільших праць щодо систематизації норм фікг став Бахар-е-Шаріат, енциклопедія ісламського права, написана Амджадом Алі Аазмі та його учнями.
Більшість сунітських збірників фетв мали універсальний зміст і включали в себе такі основні розділи: омовіння, молитва, закят, піст, паломництво, різні торговельні угоди і зобов'язання, порядок користування власністю, наслідування, шлюбно-сімейні стосунки, різні види правопорушень, стосунки мусульманської влади з немусульманами та іншими державами, судоустрій, правила носіння одягу і прийому їжі та ін. Шиїтські правники зазвичай дотримуються іншої класифікації, поділяючи всі норми фікгу на чотири групи, що регулюють відповідно порядок здійснення релігійних обов'язків, двосторонні угоди, включно зі шлюбом, односторонні правочини, що здійснюються у визначеній формі, відповідальність за злочини і відповідальність за нанесення шкоди.
Висновки фікг-юриспруденції поступово перетворювались у чинне право в результаті їх санкціонування та офіційної підтримки державою, наприклад шляхом призначення суддів, що застосовували висновки певного мазгабу. В результаті склалося фікг-право в юридичному сенсі, джерелом якого була фікг-юриспруденція.